# 卢恰诺·雷切科尼
卢恰诺·雷切科尼（義大利語：Luciano Re Cecconi，1948年12月1日—1977年1月18日），意大利男子足球运动员，场上位置是中场。他曾代表意大利国家队参加1974年国际足联世界杯，结果止步小组赛。